# Anna Maria Schwegelin
Anna Maria Schwegelin (auch: Schwägele, Schwegele, Schwägelin; * 23. Januar 1729 in Lachen; † 7. Februar 1781 in Gefangenschaft in Kempten) war eine Dienstmagd, die 1775 als letzte „Hexe“ auf dem Gebiet des heutigen Deutschland zum Tode verurteilt wurde. 1995 entdeckte ein Historiker, dass das Urteil nicht vollstreckt wurde und die Angeklagte 1781 im Gefängnis des Fürststifts Kempten gestorben ist.

## Leben

### Lebensgeschichte bis 1775
Maria Anna Schwegelin wuchs in ärmlichen Verhältnissen in Lachen auf, das damals als Exklave zum Territorium des Fürststifts Kempten gehörte, und verdiente sich ihren Lebensunterhalt als Magd. Ihre Dienststellen waren vor allem Bauernhöfe und Gasthäuser im Umland der Reichsstadt Memmingen. Etwa 1751 lernte die Katholikin bei einer Aushilfstätigkeit auf dem Landsitz Künersberg einen evangelischen Kutscher aus Memmingerberg kennen. Auf sein Eheversprechen hin, das aber nicht eingelöst wurde, wechselte sie, ihren eigenen Angaben zufolge, in der St. Martinskirche in Memmingen zum lutherischen Bekenntnis. Diese Konversion versuchte sie später wieder rückgängig zu machen. Aufgrund ihrer durch ein Beinleiden verursachten Arbeitsunfähigkeit wurde sie 1769 in das Leprosenhaus Obergünzburg aufgenommen und 1770 oder 1771 in das stiftkemptische Arbeitshaus Langenegg bei Martinszell überstellt.
Zu dieser Zeit hatte sich bei Schwegelin bereits die Vorstellung verfestigt, dass sie mit dem Teufel ein Bündnis eingegangen sei. Wie sie später im Verhör angab, habe dieser sie bald nach ihrem Glaubenswechsel missbraucht und sie genötigt, sich ihm zu unterwerfen und Gott abzuschwören. Ihre Andeutungen und merkwürdige Vorfälle führten schließlich dazu, dass eine Mitinsassin die Schwegelin im Februar 1775 bei der örtlichen Obrigkeit anzeigte, worauf sie in das Stockhaus, das Gefängnis in der Stiftsstadt Kempten, gebracht wurde.

### Prozess und Urteil
Die Untersuchungen wurden vor dem „Freien kaiserlichen Landgericht“ des Fürststifts Kempten vom Landrichter Johann Franz Wilhelm Treuchtlinger geleitet. Ohne gefoltert zu werden, gestand die Schwegelin den Teufelspakt ein, bestritt allerdings, jemals einen Schadenzauber ausgeübt zu haben. Gestützt auf die Constitutio Criminalis Carolina, die 1532 für das Reich erlassene Strafgesetzgebung, und auf juristische Autoritäten des 16. und 17. Jahrhunderts plädierte der Landrichter in seinem Gutachten wegen erwiesener Teufelsbuhlschaft auf Hinrichtung mit dem Schwert. Das Urteil wurde von drei anderen Hofräten des Fürststifts Kempten und vom Landesherrn, Fürstabt Honorius Roth von Schreckenstein, unterzeichnet. Als Tag der Exekution war der 11. April 1775 vorgesehen. Vermutlich auf den Einfluss seines Beichtvaters, des Franziskanerpaters Anton Kramer hin, befahl der Fürstabt jedoch noch vor diesem Termin den Aufschub des Vollzugs und die Wiederaufnahme der Nachforschungen. Nach dem Juli 1775 scheint der Fall nicht mehr weiter verfolgt worden zu sein. Schwegelin blieb im Gefängnis und starb dort 1781, versehen mit den Sterbesakramenten, wie im Sterbematrikel von St. Lorenz vermerkt ist.
Das gegen sie ergangene Urteil muss im Zusammenhang mit den geistesgeschichtlichen Auseinandersetzungen der Epoche der Aufklärung gesehen werden, insbesondere der Frage nach der Möglichkeit des Einwirkens himmlischer und höllischer Kräfte auf die materielle Welt. Besondere Aktualität gewannen diese Kontroversen in den Jahren 1774 und 1775 durch die spektakulären „Wunderheilungen“ des Exorzisten Johann Joseph Gaßner, dessen Schriften auch in Kempten gedruckt wurden.

## Forschung und Nachleben

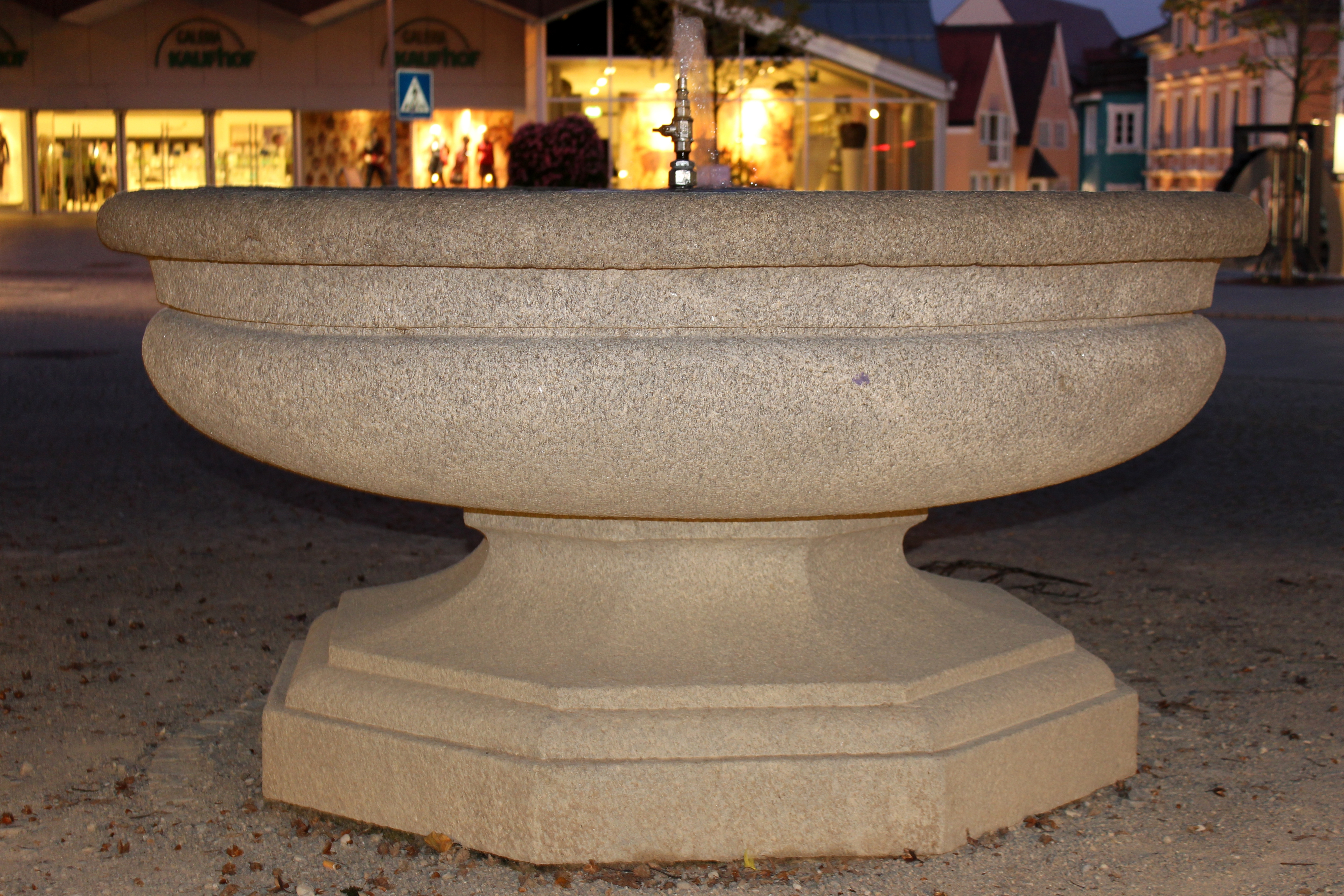
Der nach Anna Maria Schwegelin benannte Brunnen an der Südostseite der Residenz.

Der Fall der „letzten Hexe“ galt aufgrund der schwierigen Überlieferungslage – die Originalakten galten als verschollen und befinden sich in Privatbesitz – lange Zeit als letzte Hinrichtung einer angeblichen Hexe auf dem Gebiet des Heiligen Römischen Reiches. Erst 1995 fand man heraus, dass es nicht zur Vollstreckung des Todesurteils kam. Dennoch kann Anna Maria Schwegelin weiterhin als letztes Opfer der Hexenverfolgung auf deutschem Boden bezeichnet werden.
In der älteren Literatur wurde angenommen, dass das Todesurteil vollstreckt wurde. Der Kemptener Historiker Wolfgang Petz konnte jedoch 1995 klären, dass die Verurteilte mehrere Jahre nach dem Prozess 1781 im stiftkemptischen Stockhaus starb. Er hatte den Eintrag zum Tod der Schwegelin im Sterbebuch der Pfarrei St. Lorenz bei den Recherchen für seine 1998 veröffentlichte Dissertation entdeckt.
Die 2005 herausgegebene Lexikonreihe der Wochenzeitung Die Zeit schrieb, Schwegelin 1775 sei hingerichtet worden. Den aktuellen Forschungsstand stellte Wolfgang Petz 2007 dar, der inzwischen die gesamten Prozessakten einsehen konnte, in seinem Buch „Die letzte Hexe. Das Schicksal der Anna Maria Schwägelin“.
In Kempten wurde als Erinnerungsort für Anna Maria Schwegelin an der Südostseite des Residenzgebäudes der ehemaligen Benediktinerabtei am 27. Juni 2002 ein nach ihr benannter Brunnen mit Gedenktafel auf einem Sockel daneben eingeweiht. Die Errichtung des Brunnens wurde durch die Kemptener Frauenliste finanziell unterstützt. Die ursprünglich geplante Gestaltung des Brunnens mit einem stilisierten Flügel (Entwurf der Künstlerinnen Waltraud Funk und Andrea Ziereis) über der Brunnenschale wurde nicht realisiert. Die Brunnenschale selber ist älter. Am 18. Dezember 2018 enthüllte Oberbürgermeister Thomas Kiechle eine doppelseitige Informationsstele neben dem Schwegelin-Brunnen, auf der Details zum Lebensweg der Schwegelin und zum Prozess zu finden sind.
Die Romanbearbeitung des Schwegelin-Prozesses von Uwe Gardein 2008 ignoriert den aktuellen Forschungsstand und lässt aus dramaturgischen Gründen die Hinrichtung stattfinden.
Der Allgäuer Künstler Josef Löflath (1915–2003) malte um 1991 im Foyer der Kemptener Residenz im Auftrag der Justizbehörden ein historisierendes Wandbild ihrer Hinrichtung auf dem Scheiterhaufen an die Nordwand. Damals war noch nicht bekannt, dass sie nicht hingerichtet wurde.

### Inhaltlich aktuelle Literatur
- Wolfgang Petz: Die letzte Hexe. Das Schicksal der Anna Maria Schwägelin. Campus, Frankfurt am Main/New York, 2007, ISBN 978-3-593-38329-3.
- Wolfgang Petz: Zweimal Kempten – Geschichte einer Doppelstadt (1694–1836). Vögel, München 1998, ISBN 3-89650-027-9, S. 425–431 (Zugleich Dissertation an der Universität Augsburg 1996).
- Wolfgang Behringer: Hexen: Glaube, Verfolgung, Vermarktung. 5. Auflage, Beck, München 2009, ISBN 978-3-406-41882-2 (Erstausgabe 1998).
- Wolfgang Petz: Der letzte Hexenprozess im Reich: Der Fall der Anna Maria Schwägelin 1775 in der Fürstabtei Kempten. (pdf; 200 kB) 26. März 2013, abgerufen am 18. Oktober 2013 (Online-Ressource auf dem Publikationsserver der Universität Augsburg).
- Wolfgang Petz: Der letzte Hexenprozess im Reich. Der Fall der Anna Maria Schwägelin 1775 in der Fürstabtei Kempten. In: Wolfgang Behringer, Sönke Lorenz (+), Dieter R. Bauer (Hrsg.), Späte Hexenprozesse. Der Umgang der Aufklärung mit dem Irrationalen (= Hexenforschung, 14). Verlag für Regionalgeschichte, Bielefeld 2016, ISBN 978-3-89534-904-1, S. 67–87.
- Wolfgang Wüst (Hrsg.): Historische Kriminalitätsforschung in landesgeschichtlicher Perspektive. Fallstudien aus Bayern und seinen Nachbarregionen 1500–1800 (= Franconia 9. Beihefte zum Jahrbuch für fränkische Landesforschung). Wissenschaftlicher Kommissionsverlag, Erlangen, 2017, ISBN 978-3-940049-23-0.

### Inhaltlich veraltete Literatur
- von Wachter (Hrsg.): Der letzte Hexenprozeß des Stiftes Kempten. In: Allgäuer Geschichtsfreund, Band 5, 1892, S. 8–14, 21–25, 37–41, 60–63.
- Carl Haas: Die Hexenprozesse: Ein cultur-historischer Versuch nebst Dokumenten. Laupp & Siebeck, Tübingen 1865 (als Google books online).
- Wolfgang Behringer: Hexenverfolgung in Bayern. Volksmagie, Glaubenseifer und Staatsräson in der frühen Neuzeit. 3., verbesserte und um ein Nachwort ergänzte Auflage. Oldenbourg, München 1997, ISBN 3-486-53903-5 (Zugleich Dissertation an der Universität München 1985).
- Hansjörg Straßer: Anna Schwegelin. Der letzte Hexenprozeß auf deutschem Boden – 1775 in Kempten (= Allgäuer Heimatbücher, 84). Verlag für Heimatpflege Kempten im Heimatbund Allgäu e. V., Kempten 1985.

### Literarische Bearbeitung
- Uwe Gardein: Die letzte Hexe – Maria Anna Schwegelin: Historischer Roman (= Krimi im Gmeiner-Verlag). Gmeiner, Meßkirch, 2008, ISBN 978-3-8392-3069-5.
- Benedikt Hummel: Heiligtümer und ‚s letscht‘ Fuir. Zwei Schauspiele in Allgäuer Mundart. Allgäuer Zeitungsverlag, Kempten (Allgäu), 1991, ISBN 3-88006-159-9.